# كأس التحدي الآسيوي 2010
كان كأس التحدي الآسيوي 2010 النسخة الثالثة من المسابقة التي عقدت من 16–27 فبراير في سريلانكا. أوفدت الهند، المدافعة عن اللقب، منتخبها تحت 23 سنة، إلى هذه المسابقة استعدادًا لدورة الألعاب الآسيوية 2010 في وقت لاحق من ذلك العام. تأهلت كوريا الشمالية، البطلة، إلى كأس آسيا 2011.

## التصفيات
شهدت النهائيات ثلاثة متأهلين تلقائيًا التحق بهم خمسة فرق من مرحلة التصفيات. تألفت التصفيات من قسمين.
- مباراة فاصلة بين الداخلين صاحبا المركزين التاسع عشر والعشرين (منغوليا و‌ماكاو)
- أربعة مجموعات تأهيلية من أربعة فرق. تقدم كل فائز بالمجموعة إلى النهائيات، إلى جانب الوصيف الأعلى ترتيباً. بسبب انسحاب أفغانستان استعبد ترتيب الفرق التي احتلت المركز الثاني نتائج أي مباراة ضد الفرق التي احتلت المركز الرابع.[4]

### المتأهلون
المتأهلون إلى المسابقة النهائية كانوا:
- الهند (متأهل تلقائي)
- كوريا الشمالية (متأهل تلقائي)
- طاجيكستان (متأهل تلقائي)
- ميانمار (فائز المجموعة التأهيلية أ)
- تركمانستان (فائز المجموعة التأهيلية ب)
- قرغيزستان (فائز المجموعة التأهيلية ج)
- سريلانكا (فائز المجموعة التأهيلية د)
- بنغلاديش (أفضل وصيف)

عقدت قرعة المسابقة النهائية يوم 30 نوفمبر 2009 في فندق غالاداري بكولومبو، سريلانكا.

## مسؤولو المباريات
تم اختيار الحكام التالية أسماءهم لكأس الاتحاد الآسيوي 2010.
| الحكام                                                                                     | الحكام المساعدون                                                                                                   |
| ------------------------------------------------------------------------------------------ | --- |
| نواف عبد الله تان هاي علي رضا فغاني هاجيمي ماتسو أندريه الحداد تشايا ماهاباب مختار اليريمي | إبراهيم مبارك هو ويمينغ شاجي كوريان مرضتى كريمي توشييوكي ناغي أحمد قواص محمد صبري مات داود حامد المياحي حسين شقران |

## مرحلة المجموعات
جميع الأوقات حسب توقيت سريلانكا (SLT) – ت ع م+5:30
| مفاتيح الألوان في جداول المجموعات   |
| ----------------------------------- |
| أفضل فريقين يتقدمان إلى نصف النهائي |

### معايير كسر التعادل
حين ينهي اثنين من الفرق أو أكثر مرحلة المجموعات بنفس العدد من النقاط، يتم تحديد ترتيبهم حسب المعايير التعالية:
1. النقاط التي حصل عليها في المباريات بين الفرق المعنية؛
2. فارق الأهداف في المباريات بين الفرق المعنية؛
3. عدد الأهداف المسجلة في مباريات المجموعة بين الفرق المعنية؛
4. فارق الأهداف في جميع مباريات المجموعة؛
5. عدد الأهداف المسجلة في جميع مباريات المجموعة؛
6. ركلات من نقطة الجزاء (إذا كان فقط فريقان متعادلان وكلاهما على ميدان اللعب)؛
7. أقل بطاقات صفراء وحمراء تم تلقيها في مباريات المجموعة؛
8. إجراء قرعة من قبل اللجنة المنظمة.

### المجموعة أ
| فريق      | لعب | ف | ت | خ | له | عليه | ف.أ | نقاط |
| --------- | --- | - | - | - | -- | ---- | --- | ---- |
| طاجيكستان | 3   | 2 | 0 | 1 | 7  | 3    | +4  | 6    |
| ميانمار   | 3   | 2 | 0 | 1 | 6  | 4    | +2  | 6    |
| سريلانكا  | 3   | 1 | 0 | 2 | 4  | 7    | −3  | 3    |
| بنغلاديش  | 3   | 1 | 0 | 2 | 3  | 6    | −3  | 3    |

| طاجيكستان  | 1–2   | بنغلاديش               |
| ---------- | ----- | ---------------------- |
| رابييف 70' | تقرير | إ. الحق 67' · ميشو 74' |

| ميانمار                                                        | 4–0   | سريلانكا |
| -------------------------------------------------------------- | ----- | -------- |
| كياو تي ها 39' · يان باينغ 71' · باي سوي 81' · ميو مين تون 87' | تقرير |          |

| سريلانكا      | 1–3   | طاجيكستان                            |
| ------------- | ----- | ------------------------------------ |
| دالبيتادو 78' | تقرير | رابيموف 13' · فتح اللهئيف 32'، 90+2' |

| بنغلاديش | 1–2   | ميانمار                       |
| -------- | ----- | ----------------------------- |
| حسين 49' | تقرير | تون تون وين 16' · باي سوي 32' |

| طاجيكستان                             | 3–0   | ميانمار |
| ------------------------------------- | ----- | ------- |
| رابيموف 33' · حكيموف 52' · رابييف 88' | تقرير |         |

| سريلانكا                                | 3–0   | بنغلاديش |
| --------------------------------------- | ----- | -------- |
| كايز 7' · غوناراتنا 43' · س. سانجيف 79' | تقرير |          |

### المجموعة ب
| فريق           | لعب | ف | ت | خ | له | عليه | ف.أ | نقاط |
| -------------- | --- | - | - | - | -- | ---- | --- | ---- |
| كوريا الشمالية | 3   | 2 | 1 | 0 | 8  | 1    | +7  | 7    |
| تركمانستان     | 3   | 2 | 1 | 0 | 3  | 1    | +2  | 7    |
| قرغيزستان      | 3   | 1 | 0 | 2 | 2  | 6    | −4  | 3    |
| الهند          | 3   | 0 | 0 | 3 | 1  | 6    | −5  | 0    |

| الهند                     | 1–2   | قرغيزستان                      |
| ------------------------- | ----- | ------------------------------ |
| دينزيل فرانكو 58' (ركلة.) | تقرير | إ. أميروف 15' · زمليانوخين 32' |

| كوريا الشمالية    | 1–1   | تركمانستان    |
| ----------------- | ----- | ------------- |
| ريانغ يونغ-غي 51' | تقرير | غارادانوف 36' |

| قرغيزستان | 0–4   | كوريا الشمالية                                                                  |
| --------- | ----- | ------------------------------------------------------------------------------- |
|           | تقرير | باك سونغ-تشول 29' · باك كوانغ-ريونغ 47' · تشوي ميونغ-هو 65' · ري تشول-ميونغ 68' |

| تركمانستان            | 1–0   | الهند |
| --------------------- | ----- | ----- |
| غارادانوف 24' (ركلة.) | تقرير |       |

| الهند | 0–3   | كوريا الشمالية                             |
| ----- | ----- | ------------------------------------------ |
|       | تقرير | ريانغ يونغ-غي 36'، 72' · تشوي تشول-مان 57' |

| تركمانستان    | 1–0   | قرغيزستان |
| ------------- | ----- | --------- |
| نورمرادوف 70' | تقرير |           |

## مرحلة خروج المغلوب
|  | نصف النهائي         | نصف النهائي         |       |                     | النهائي             | النهائي |  |
|  |                     |                     |       |                     |                     |         |  |
|  | 24 فبراير – كولومبو |                     |       |                     |                     |         |  |
|  | طاجيكستان           | 0                   |       |                     |                     |         |  |
|  | تركمانستان          | 2                   |       |                     |                     |         |  |
|  |                     |                     |       |                     |                     |         |  |
|  |                     |                     |       |                     | 27 فبراير – كولومبو |         |  |
|  |                     |                     |       |                     | تركمانستان (ر.ج.)   | 1 (4)   |  |
|  |                     | كوريا الشمالية      | 1 (5) |                     |                     |         |  |
|  |                     |                     |       |                     |                     |         |  |
|  |                     |                     |       |                     |                     |         |  |
|  |                     |                     |       |                     | المركز الثالث       |         |  |
|  | 24 فبراير – كولومبو | 24 فبراير – كولومبو |       | 27 فبراير – كولومبو | 27 فبراير – كولومبو |         |  |
|  | كوريا الشمالية      | 5                   |       | طاجيكستان           | 1                   |         |  |
|  | ميانمار             | 0                   |       |                     | ميانمار             | 0       |  |

### نصف النهائي
| طاجيكستان | 0–2   | تركمانستان               |
| --------- | ----- | ------------------------ |
|           | تقرير | أمانوف 33' · أورازوف 42' |

| كوريا الشمالية                                                                     | 5–0   | ميانمار |
| ---------------------------------------------------------------------------------- | ----- | ------- |
| تشوي ميونغ-هو 6' · تشوي تشول-مان 12'، 73' · باك سونغ-تشول 13' · كيم سيونغ-يونغ 85' | تقرير |         |

### مباراة المركز الثالث
| طاجيكستان  | 1–0   | ميانمار |
| ---------- | ----- | ------- |
| حكيموف 11' | تقرير |         |

### النهائي
| تركمانستان                                                  | 1–1   | كوريا الشمالية                                                                              |
| ----------------------------------------------------------- | ----- | ------------------------------------------------------------------------------------------- |
| شامرادوف 33'                                                | تقرير | ريانغ يونغ-غي 75'                                                                           |
| ركلات الترجيح                                               |       |                                                                                             |
| أوفيكوف · غارادانوف · شامرادوف · رجبوف · نورمرادوف · أمانوف | 4–5   | باك سونغ-تشول · ريانغ يونغ-غي · تشاي تو-يونغ · باك يونغ-جين · ري تشول-ميونغ · ري كوانغ-هيوك |

## الفائز
| بطل كأس التحدي الآسيوي 2010     |
| ------------------------------- |
| · كوريا الشمالية · للمرة الأولى |

## الجوائز
| جائزة اللعب النظيف | جائزة اللعب النظيف | جائزة اللعب النظيف | الحذاء الذهبي | الحذاء الذهبي | الحذاء الذهبي | أكثر لاعب قيمة | أكثر لاعب قيمة | أكثر لاعب قيمة |
| ------------------ | ------------------ | ------------------ | ------------- | ------------- | ------------- | -------------- | -------------- | -------------- |
| كوريا الشمالية     | كوريا الشمالية     | كوريا الشمالية     | ريانغ يونغ-غي | ريانغ يونغ-غي | ريانغ يونغ-غي | ريانغ يونغ-غي  | ريانغ يونغ-غي  | ريانغ يونغ-غي  |

## مسجلو الأهداف
4 أهداف
- ريانغ يونغ-غي

3 أهداف
- تشوي تشول-مان

هدفين
| - باي سوي - تشوي ميونغ-هو - باك سونغ-شتول | - فتح الله فتح اللهئيف - نعمانجان حكيموف - يوسف رابييف | - إبراهيم رابيموف - ماميدالي غارادانوف |

هدف واحد
| - إنعام الحق - محمد زاهد حسين - عتيق الرحمن ميشو - دينزيل فرانكو - إيلدار أميروف - أنتون زمليانوخين - كياو تي ها | - ميو مين تون - تون تون وين - يان باينغ - كيم سيونغ-يونغ - باك كوانغ-ريونغ - ري تشول-ميونغ - فيليب دالبيتادو | - تشاتورا غوناراتنا - شافراز كايز - س. سانجيف - أرسلانمراد أمانوف - بغلي نورمرادوف - بردي شامرادوف - ديدارغيليتش أورازوف |

## وصلات خارجية
- AFC Challenge Cup 2010 على The-AFC.com